# Kasandra Bradette
Kasandra Bradette (Saint-Félicien, 10 ottobre 1989) è una velocista, lunghista e pattinatrice di short track canadese.

## Biografia
Si è formata all'Università del Quebec di Montréal laureandosi in biochimica.
Ha iniziato la sua carriera agonistica nell'atletica leggera. Ha gareggiato nello sprint e nel salto in lungo ai Quebec Games in Canada del 2003 e del 2005.
Dal 2011 è entrata nel giro della nazionale canadese di short track, allenata dal commessario tecnico Frédéric Blackburn.
Ai campionati mondiali di Seul 2016 ha vinto la medaglia d'argento nella staffetta 3.000 metri e quella di bronzo nei 1000 metri.
Ha rappresentato il Canada ai Giochi olimpici di Pyeongchang 2018, gareggiando nella staffetta 3.000 metri; con le connazionali Marianne St-Gelais, Kim Boutin e Valérie Maltais, ha concluso la Finale A con una penalizzazione.
Ai mondiali di Monréal 2018 ha vinto il bronzo nella staffetta 3000 metri.
Intrattiene una relazione con il compagno di nazionale Samuel Girard.

## Palmarès

### Mondiali
- Campionati mondiali

Seul 2016: argento nella staffetta 3000 m; bronzo nei 1000 m:
Monréal 2018: bronzo nella staffetta 3000 m;